# Maria Paradowska
Maria Teresa Paradowska  (* 9. Juni 1932 in Posen; † 9. Januar 2011 ebenda) war eine polnische Historikerin, Ethnografin und Professorin der Polnischen Akademie der Wissenschaften.
Im Jahre 1960 absolvierte sie das Ethnografie-Studium an der Adam-Mickiewicz-Universität Posen. Jahrelang war sie als wissenschaftliche Mitarbeiterin der Polnischen Akademie der Wissenschaften tätig,
wo sie u. a. die polnische Minderheit in Südamerika und die deutsche Minderheit in Polen untersuchte. Ihr besonderes Interesse galt der Geschichte der Posener Bamberger. Sie war die Vorsitzende des „Posener Bamberger-Vereins“ (Towarzystwo Bambrów Poznańskich) sowie die Urheberin und Leiterin des Museums der Posener Bamberger.

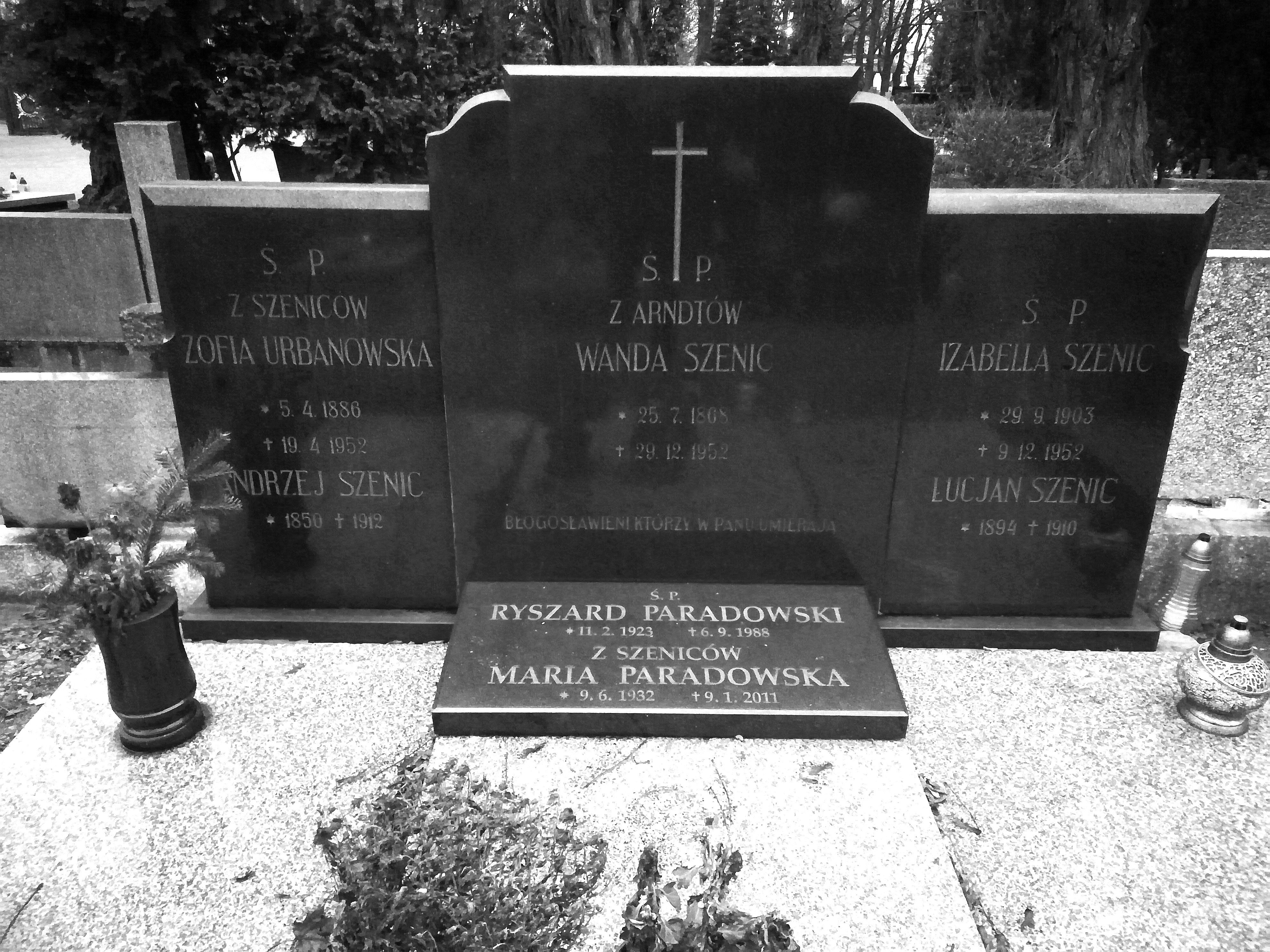
Grabmal von Maria Paradowska

2004 wurde sie mit dem Orden Polonia Restituta (Ritter) ausgezeichnet.
Ihr Lebenswerk war das Buch Bambrzy (Bamber), das das erste Mal im Jahre 1975 herausgegeben wurde.
Das überarbeitete Werk wurde dann erneut in den Jahren 1995 und 1998 in Polen und 1994 in Deutschland veröffentlicht.
Sie starb am 9. Januar 2011 und wurde auf dem Górczyński-Friedhof in Posen beigesetzt.